# 1983 en Inde
Chronologie de l'Inde
- 1979
- 1980
- 1981
- 1982
- 1983
- 1984
- 1985
- 1986
- 1987

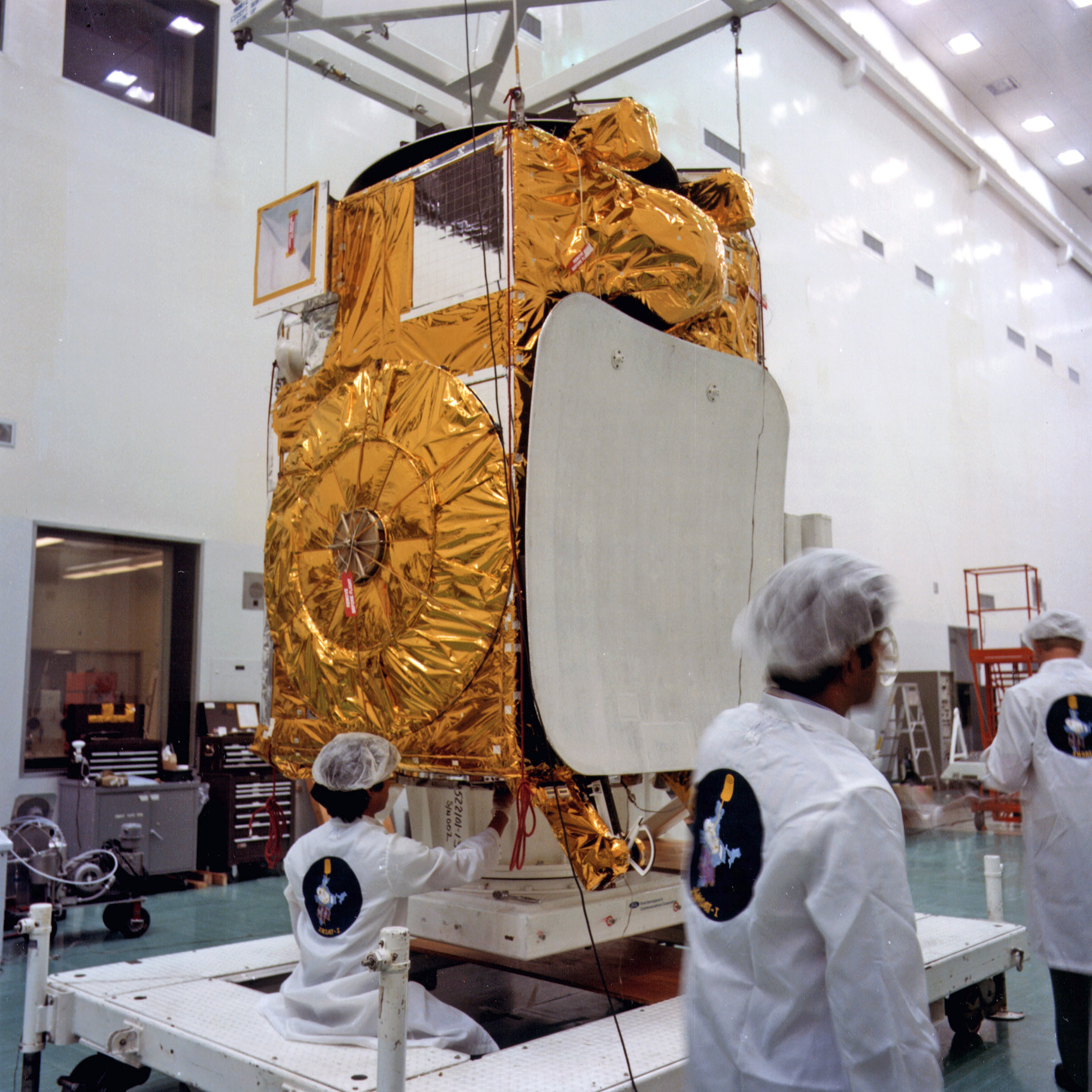
Début de l'Indian National Satellite System, ensemble de satellites sur orbite géostationnaire (en photo le satellite, lancé le 31 août.)

Cette page concerne les évènements survenus en 1983 en Inde :

## Évènement
- Opération Lal Dora, de l'Inde contre Maurice.
- Opération Sundown (en)
- 18 février : Massacre de Nellie (en)
- 7-12 mars : Organisation du 7e Sommet du Mouvement des Non-Alignés (en).
- 31 août : Lancement du satellite INSAT-1B (en)
- 12 septembre : Effondrement de l'immeuble Gangaram (en) à Bangalore (bilan : 123 morts et 120 blessés)
- 23-29 novembre : Réunion des chefs de gouvernement du Commonwealth (en)

## Cinéma
- 30e cérémonie des Filmfare Awards
- 30e cérémonie des National Film Awards (en)
- Les films Himmatwala (en), Betaab (en), Hero, Coolie  et Andhaa Kaanoon sont classés premiers au box-office pour l'année 1983.
- Autres sorties de film :
  - Chaleur et Poussière
  - Dhrupad
  - Jaane Bhi Do Yaaro
  - Masoom
  - Pallavi Anu Pallavi
  - Woh 7 Din

## Littérature
- Nele (en), roman de S. L. Bhyrappa (en).
- Roots and Shadows (en), roman de Shashi Deshpande.
- Un tigre pour Malgudi (en), roman de R. K. Narayan.
- Tintorettor Jishu (en), roman de Satyajit Ray.